# Campillo de Ranas
Campillo de Ranas – gmina w Hiszpanii, w prowincji Guadalajara, w Kastylii-La Mancha, o powierzchni 91,69 km². W 2011 roku gmina liczyła 189 mieszkańców.